# Carlo Hauner
Carlo Hauner (Brescia, 29 marzo 1927 – Isola di Salina, 26 febbraio 1996) è stato un designer, architetto e pittore italiano.

## Biografia
Nato a Brescia ma di origini boeme, dopo alcune esposizioni collettive e personali tra Brescia e Milano, nel 1948 partecipa alla Biennale di Venezia. Negli anni successivi si trasferisce in Brasile dedicandosi al design applicato nel settore tessile, nella ceramica d'uso, nei mobili e nell'architettura. Sue opere sono esposte al Museo d'arte di San Paolo del Brasile. Nel 1956 espone alla Galleria Montenapoleone di Milano e nel 1965 alla Galleria Vismara Arte contemporanea, sempre a Milano, con la coppia artistica e familiare Enrico Ragni e Pier Carla Reghenzi. La sua personalità inquieta e complessa e le diverse esperienze maturate nei settori della ceramica e del disegno industriale lo portano a ricercare e ad affrontare uno sviluppo artistico originale e in continua evoluzione, verificando pratiche pittoriche sempre nuove ed articolate che coniugano il rinnovamento neoespressionista picassiano con l'espressionismo astratto anarchico, e poi l'arte informale e la pop art.
Negli anni settanta si trasferisce a Salina, nelle Isole Eolie, dove si dedica alla pittura e, sulle colline di Malfa, crea una propria azienda agricola per la produzione di qualità di Malvasia delle Lipari, vino tradizionale di quelle isole considerato un'eccellenza della viticoltura italiana.